# Monségur (Landy)
Monségur – miejscowość i gmina we Francji, w regionie Nowa Akwitania, w departamencie Landy.
Według danych na rok 1990 gminę zamieszkiwały 292 osoby, a gęstość zaludnienia wynosiła 15 osób/km² (wśród 2290 gmin Akwitanii Monségur plasuje się na 888. miejscu pod względem liczby ludności, natomiast pod względem powierzchni na miejscu 550.).